# Carsten Brandt

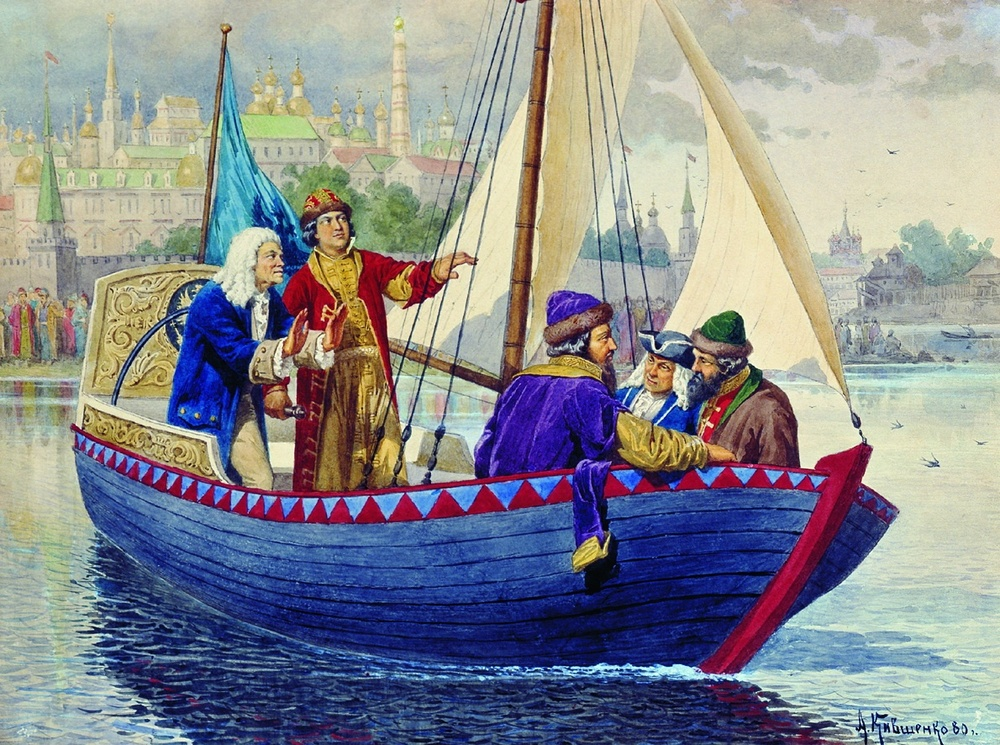
Carsten Brandt neben Peter I. in Peters Segelboot (A. D. Kiwschenko, 1864)

Carsten Brandt (russisch Карштен Брандт; * etwa 1630 in der Republik der Sieben Vereinigten Provinzen; † 1693 in Moskau) war ein niederländisch-russischer Schiffbauer.

## Leben

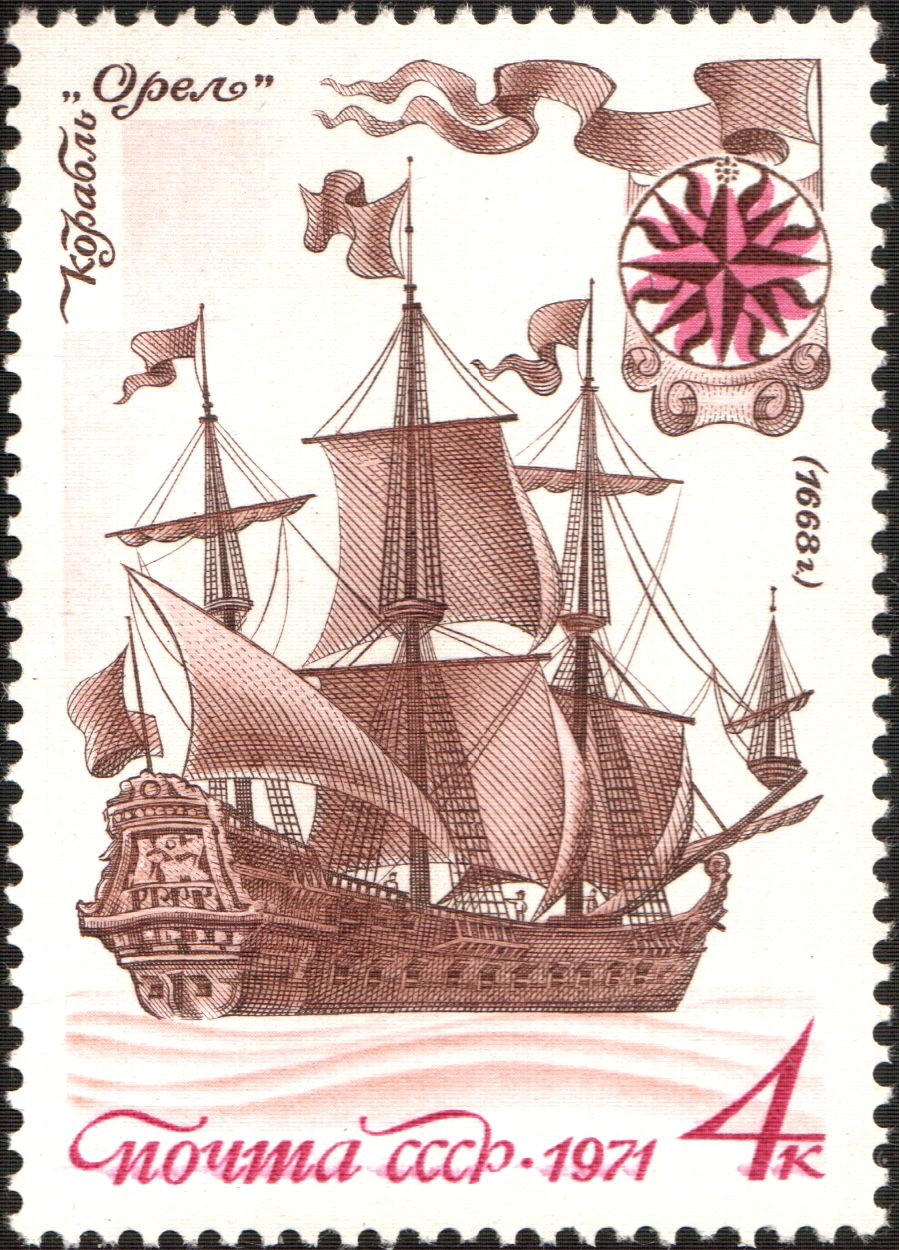
Orjol (Post der UdSSR, 1971)

Brandt kam im Sommer 1667 mit einer Gruppe ausländischer Fachleute nach Russland, um entsprechend einem Ukas Alexeis I. das erste russische Kriegsschiff Orjol (Adler) und weitere Schiffe am Ufer der Oka bei Alexeis Dorf Dedinowo (Rajon Luchowizy) zu bauen. Die Kiellegung der Orjol erfolgte im November 1667. Der Bau wurde von dem niederländischen Polkownik Cornelius van Bockhoiven und seinen Assistenten Stark und Gelt geleitet. Der Moskauer Adlige Jakow Leontjewitsch Polujektow zusammen mit dem Rechnungsführer Stepan Petrow organisierte die Arbeiten auf der Werft und führte die Zimmerer und Schmiede. Brandt arbeitete dort als Schiffszimmerer.
Nach der Abnahme der Orjol durch Fachleute fuhr das Schiff im Mai 1669 nach Nischni Nowgorod, wo es mit Artillerie ausgerüstet wurde und Brandt wurde Assistent des Schiffsartilleristen mit 10 Rubel Zehrgeld monatlich. Im Juni 1669 fuhr das Schiff weiter nach Astrachan. Als 1670 Stenka Rasin mit aufständischen Kosaken Astrachan besetzte, fuhr der Kapitän David Butler mit der Orjol, deren Artillerie vorher an den Astrachaner Kreml abgegeben worden war, in den Wolgaflussarm Kutum, setzte sie auf Grund und flüchtete mit einem Boot nach Persien, wie Alexander Wassiljewitsch Wiskowatow herausfand. Auch dem Segelmeister Jan Struys der Orjol gelang die Flucht. Er erhielt dann Briefe von Butler, die er in seine Reisebeschreibungen aufnahm. Das Schiff verfiel dann. Brandt flüchtete 1670 nach Moskau und lebte als Zimmerer und Tischler in der Nemezkaja sloboda.

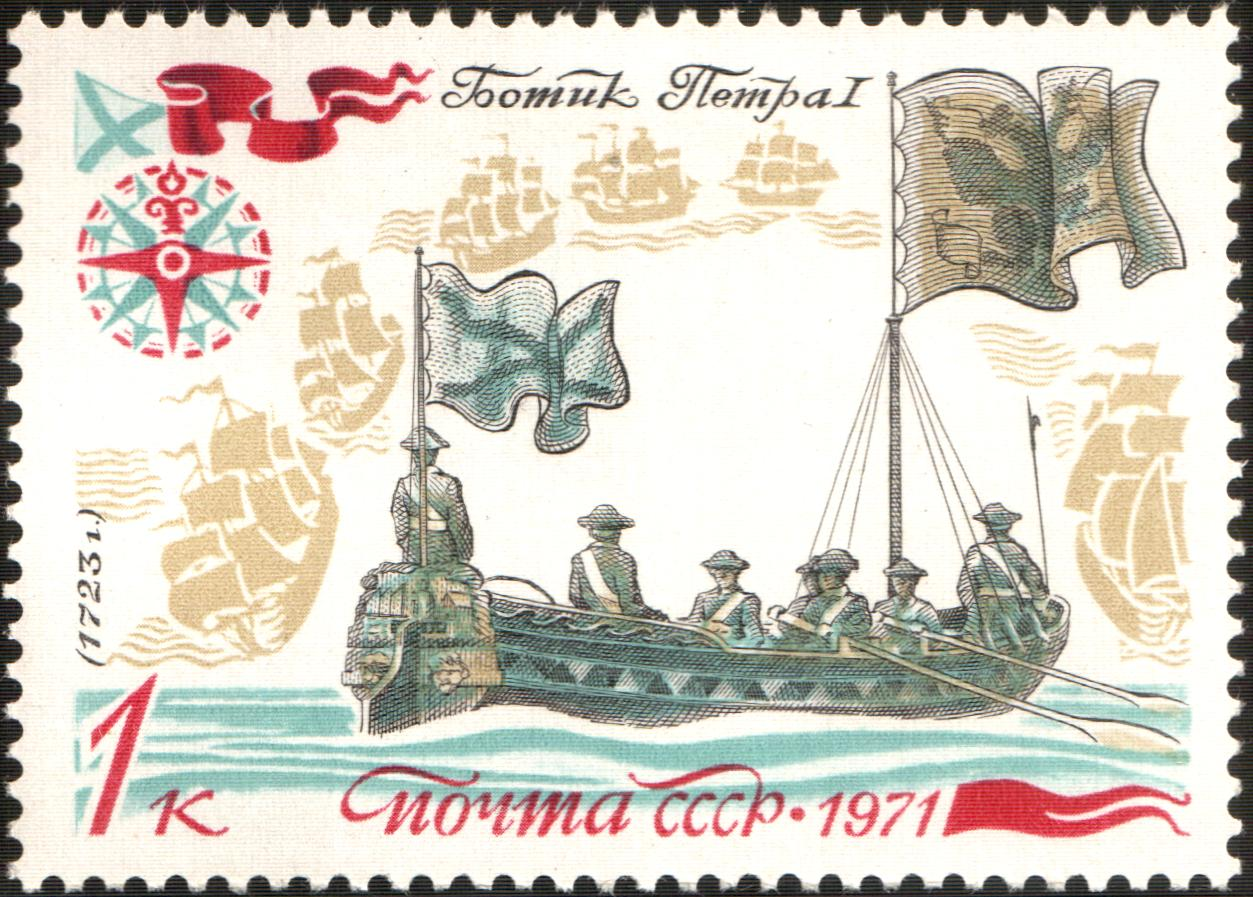
Peters I. Boot St. Nikolaus (Post der UdSSR, 1971)

Im Mai 1688 sah der sechzehnjährige Peter I. im Dorf Ismailowo bei Moskau in einer Scheune des Bojaren Nikita Iwanowitsch Romanow (Peters Großonkel) ein verfallenes englisches Segelboot, das ihn interessierte. Peter beauftragte seinen Lehrer Franz Timmerman, einen Meister für die Instandsetzung des Bootes zu suchen, worauf Timmerman ihm Brandt vorschlug. Das Boot wurde nach Preobraschenskoje an der Jausa gebracht, wo Brandt das Boot instand setzte und mit Mast und Segeln ausstattete. Dieses Botik von Peter dem Großen erhielt den Namen St. Nikolaus, und Brandt fuhr mit Peter zunächst auf der schmalen Jausa, auf der das Navigieren schwierig war. Peter ließ das Segelboot auf den Prossjanski-Teich bringen, wo er von Brandt das Segeln lernte. Brandt war nun Peters erster Lehrmeister in Marineangelegenheiten.
Im Sommer 1688 kam Peter auf einer Wallfahrt mit seiner Mutter zum Dreifaltigkeitskloster von Sergijew Possad nach Pereslawl-Salesski am Pleschtschejewo-See, wo er kurz danach mit Brandt eine Werft für den Bau einer kleinen Flotte zum Spielen gründete. Brandt begann 1689 den Bau von zwei kleinen Fregatten und einer Yacht, wobei er Zeichnungen aus Amsterdam benutzte und ausländische Schiffbauer einsetzte, die die russischen Zimmerer anlernten. Peter arbeitete dabei selbst mit. Der Stapellauf der ersten Fregatte erfolgte im Mai 1692. Im August 1692 kamen der gesamte Hof und die Geistlichkeit an den Pleschtschejewo-See zur Segnung der größten Yacht. Insgesamt wurden dort die beiden Fregatten und drei Yachten gebaut.
Bei Brandts Trauerfeier verlieh Peter I. Brandt den Generalsrang. Die Artillerie für die ersten Schiffe der Baltischen Flotte kaufte Peter I. entsprechend Brandts Rat in Narva. 1723 bei einer Besichtigung der Baltischen Flotte bezeichnete Peter I. sein Boot St. Nikolaus als Großvater der russischen Flotte. Alexander Sergejewitsch Puschkin widmete dem Boot und Brandt ein Gedicht.
Ein Nachkomme Brandts war der Festkörperphysiker Nikolai Borissowitsch Brandt.